# 张峰 (1978年)
张峰（1978年9月—），汉族，江苏省如东县人，中国人民解放军空军航空兵某师机务大队副大队长，第十二届全国人民代表大会解放军代表，中国共产党党员。
出生在如东县新店镇新店居委会8组的普通家庭，父亲张敬波、母亲季爱美为当地村民。1997年，张峰通过招飞考入空军第二航空学院飞行与指挥专业。2001年毕业后，进入空军航空兵某师服役。后转为空中机械师。2005年改为特种机空中机械师。先后荣立二等功2次，三等功3次，获得“全军装备保障先进个人”、“空军优秀基层主官标兵”荣誉称号。2013年，担任全国人大代表。2017年时，服役于东部战区空军航空兵某师，中校军衔。